# Jus (Lebensmittel)

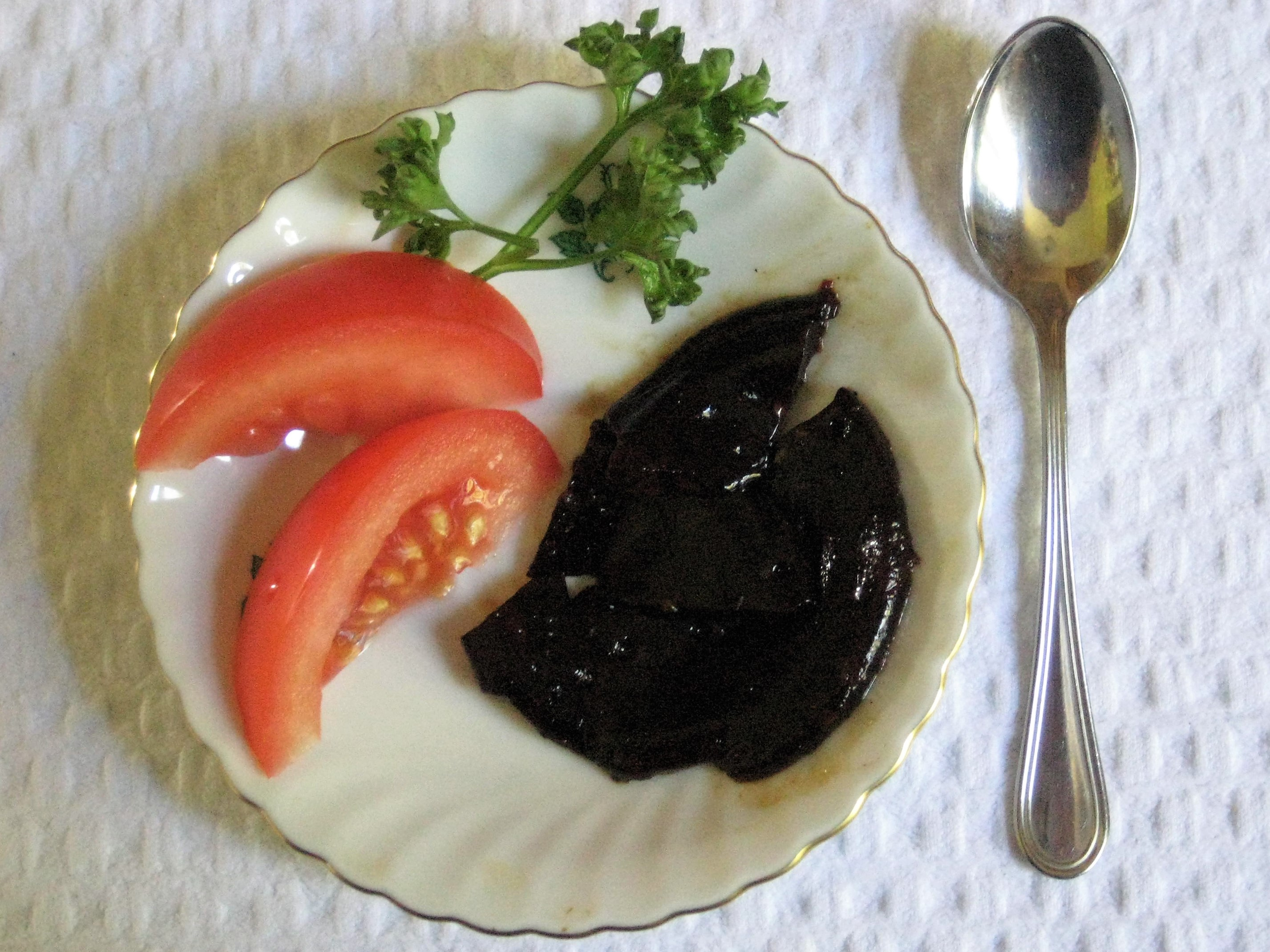
Enten-Jus (hier als Beilage serviert)

Jus (IPA: [ʒyː], Audioⓘ; französisch für „Saft, Brühe“ aus lateinisch iūs, iūris (n.):  „Brühe, Suppe“) ist die küchensprachliche Bezeichnung für konzentrierten, entfetteten Fleischfond oder Bratensaft, der beim Erkalten meist geliert. Er dient zur Verfeinerung von Bratensaucen, zum Ablöschen oder kalt in Würfel geschnitten als Garnierung von Aufschnitt oder kaltem Braten.

## Kalbssaft
Der am häufigsten verwendete Jus ist „Kalbssaft“ (Jus de veau). Er setzt voraus, dass ein Kalbsfond bereits hergestellt wurde: Gehackte Kalbsknochen und Kalbfleischreste mit Wurzelwerk werden in Butter braun geröstet und in diesem Fond langsam gekocht, nur leicht gewürzt, entfettet und durchgeseiht. Durch die aus den Knochen gelöste Gelatine entsteht eine Bindung, die den Jus beim Erkalten erstarren lässt. Gebundener Kalbssaft (Jus de veau lié) wird leicht mit Stärkemehl oder Mehlbutter angedickt. 
Kalbsjus ist als Industrieprodukt im Handel erhältlich, hat als dieses jedoch mit der originalen Herstellung nichts gemeinsam.
Gelegentlich wird als Jus auch der reine, beim Braten austretende Fleischsaft bezeichnet.
Wird ein Jus extrem eingekocht, bezeichnet man ihn in der Küche als „Glace“.
Oft verwendet wird der Begriff Au jus, der 'mit Saft' bedeutet. Er bezeichnet Fleischgerichte, die mit einem leichten Bratensaft oder einer Brühe serviert werden, die aus den beim Braten des Fleisches ausgetretenen Säften zubereitet wird.